# 猛牛貝爾
野牛貝爾（日语： Buffalo BELL */?）為日本職棒歐力士猛牛的吉祥物。2011年1月8日球團推出新吉祥物時，以野牛兄妹取代旧吉祥物Neppie和Lipsy，貝爾為野牛兄妹中的妹妹。

## 特徵
- 貝爾的人氣比哥哥布爾高，甚至還出過寫真集。[3]
- 2017年6月9日，歐力士對中日龍的比賽中，貝爾向一位擊出全壘打的歐力士打者擊掌時，因妨礙跑壘導致該全壘打被取消，而惹出一些爭議。[4][5]。